# Умаг

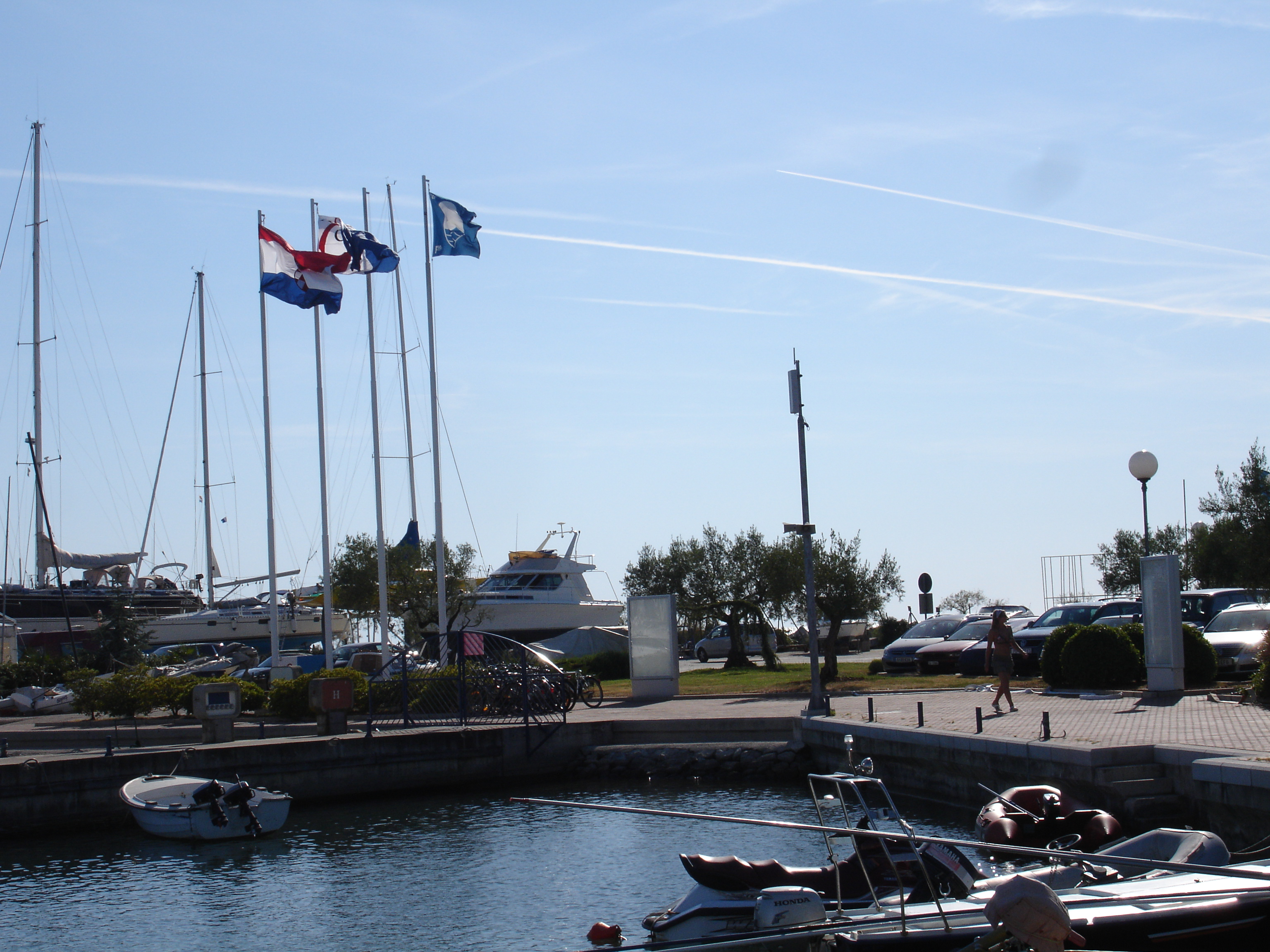
Городская гавань

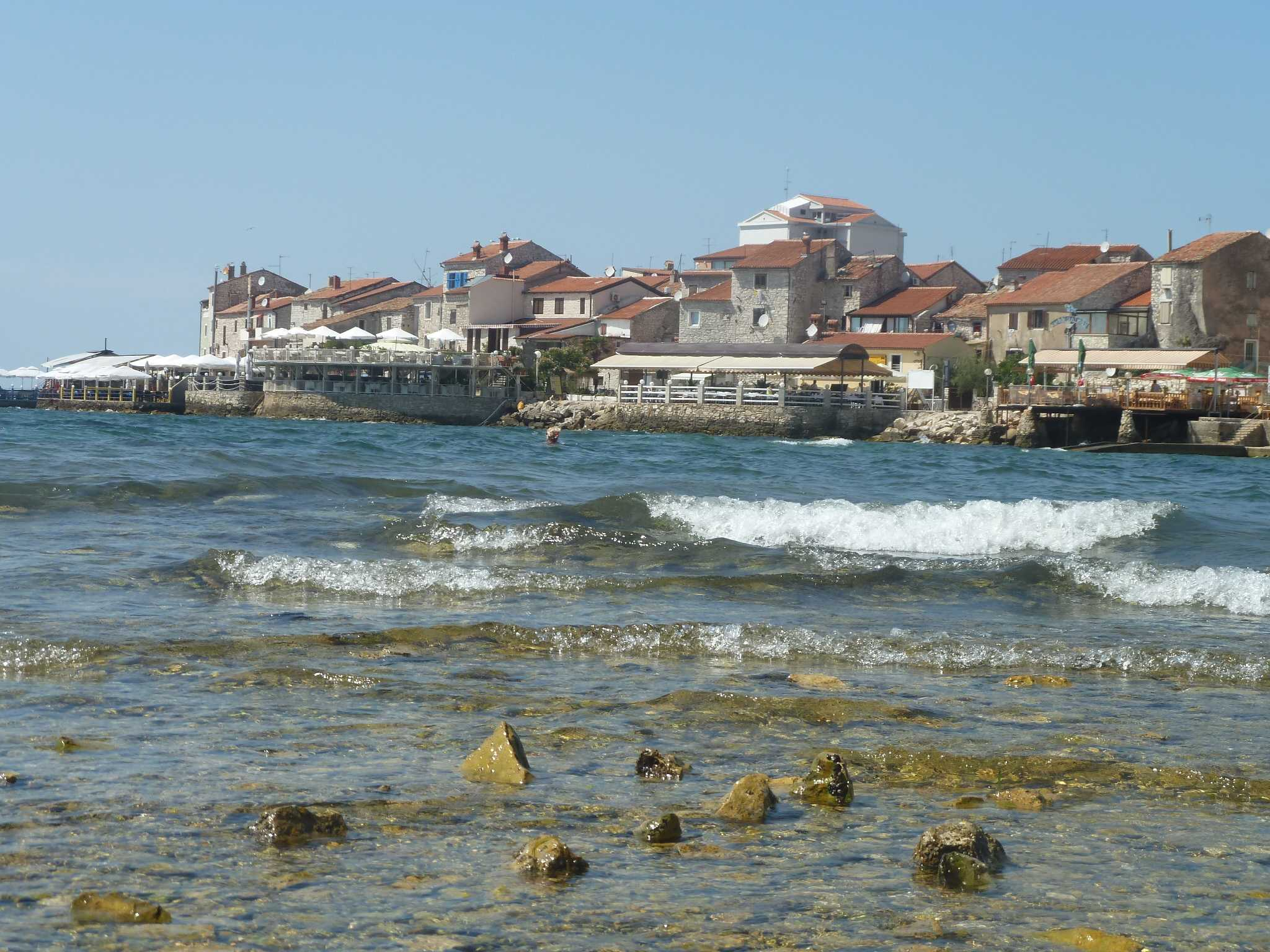
Вид с пляжа

У́маг (хорв. Umag, итал. Umago) — город в Хорватии, на западном побережье полуострова Истрия, недалеко от границы со Словенией. Население города — 13 467 человек (2011).

## Общие сведения
Умаг — самый западный город Хорватии, расположенный почти в самой северо-западной точке полуострова Истрия. Связан регулярным междугородним автобусным сообщением с другими крупными хорватскими городами, а также с Италией и Словенией. Из Умага ведёт шоссе вдоль побережья Истрии в сторону городов Пореч, Ровинь и Пула.
Население города многонационально, как и население большинства городов Истрии. Согласно переписи 2001 года хорваты составляют 59,6 %, итальянцы — 18,3 %, сербы — 3,8 %, словенцы — 2,2 %, боснийцы — 1,7 %, албанцы — 1,3 %. 1,57 % населения определили себя как «истрийцы». Округ Умаг официально двуязычен — итальянский уравнен в правах с хорватским.
Исторических памятников в городе меньше, чем в соседних Порече и Ровине, туристов в город в основном привлекают комфортабельные отели и пляжи.
Умаг известен как один из теннисных центров мирового уровня. На теннисном стадионе города, вмещающем 3 200 зрителей, ежегодно проводится один из турниров Мирового тура ATP 250 — Croatia Open Umag.

## Экономика
Основой экономики города является туризм. Также население округа занято в сельском хозяйстве, главным образом виноградарстве и выращивании олив, а также в пищевой промышленности, виноделии, рыболовстве и рыбопереработке.

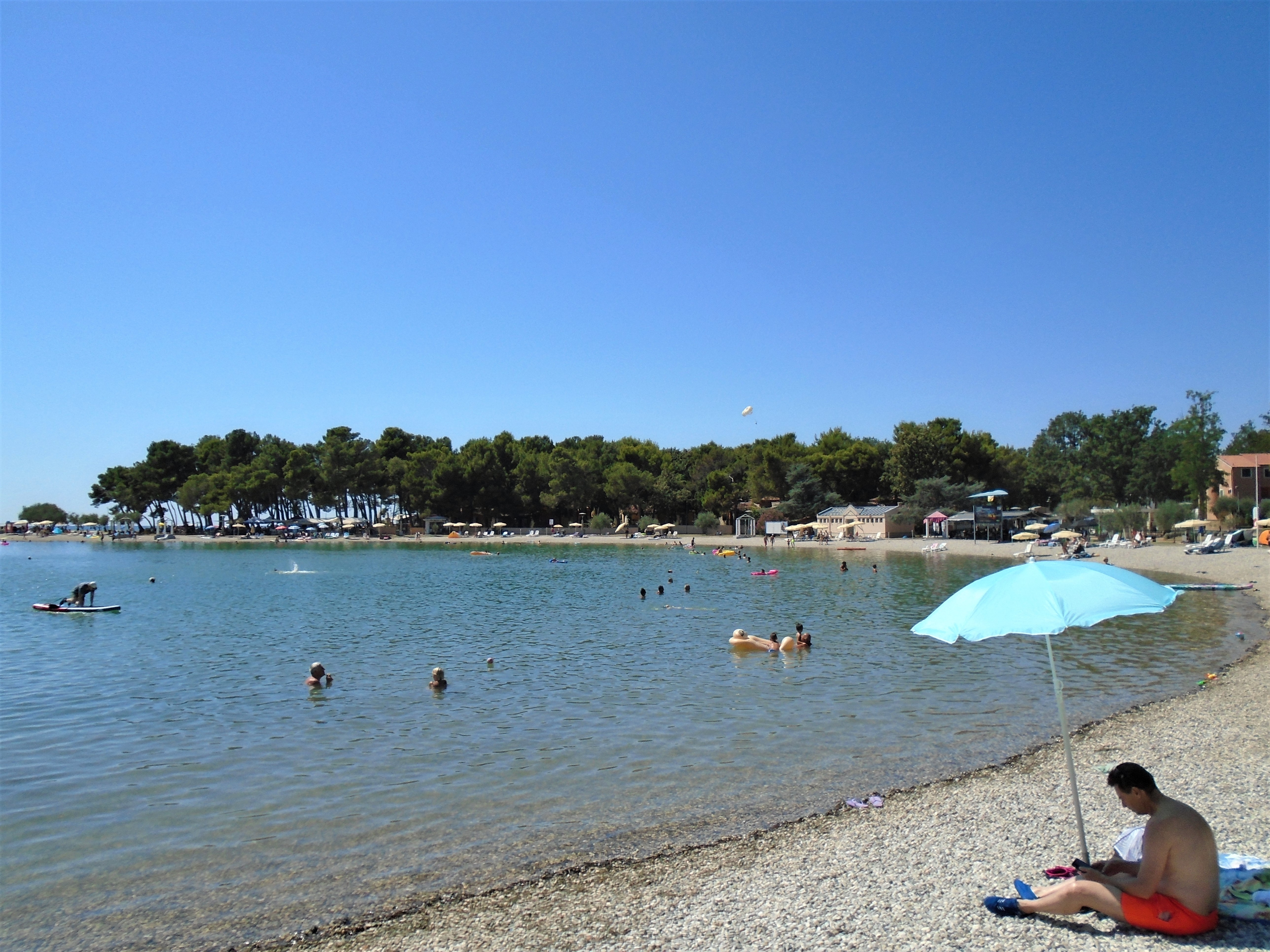
Пляж Лагуна

## История
Хотя не вызывает сомнения, что Умаг существовал ещё во времена Римской империи, первое упоминание о городе в летописных источниках датируется VII веком.
В VII—VIII веках Умаг был под властью Византии, которую затем сменили франки, а потом местные князья.
Растущая мощь Венецианской республики привела к постепенному присоединению Истрии к Венеции. В 1269 г. Умаг признал власть венецианцев, которые правили городом более 500 лет. В 1370 г. город сильно пострадал во время войны между Венецией и Генуей.
После падения Венеции в 1797 г. Умаг был присоединён к Австрии. В период 1805—1813 город контролировали наполеоновские войска, а в 1813 город снова отошёл Австрии.
После первой мировой войны Умаг вместе со всем полуостровом Истрия перешёл Италии, в то время как остальная Далмация вошла в состав Королевства сербов, хорватов и словенцев, позднее Королевства Югославия.
После второй мировой войны Умаг вошёл в состав так называемой Зоны «B» свободной территории Триеста, которую контролировала Югославия, после чего значительная часть итальянского населения города эмигрировала в Италию. В 1954 г. свободная территория Триеста перестала существовать, и Умаг стал частью Югославии.
После распада последней в 1991 г. город стал частью независимой Хорватии.

## Достопримечательности

Панорама

- Старый город — бурная история города оказала влияние на его архитектуру — здания поздней античности и начала средневековья не дошли до нашего времени. Однако в городе существуют многочисленные свидетельства средневековья — крепостные стены, венецианские виллы и, прежде всего, живописные узкие улочки. Хорошо сохранилась одна из старейших башен — западная, в которой сейчас расположен городской музей.
- Церковь Святого Рока — главная достопримечательность города — построена в 1514 году.
- Музей города — расположен в историческом центре города. Располагает большой коллекцией археологических находок, сделанных при раскопках в городе.
- Церковь Святого Перегрина — небольшой старинный храм, построенный жителями города, расположен недалеко от Умага на мысе Росацо.
- Савудрийский маяк — самый старинный маяк на Адриатике построен в 1818 году. Свет, исходящий от источника, расположенного на высоте 36 метров, виден на расстоянии 32 км. Строительство сооружения связано с любовной историей графа Меттерниха, который, несмотря на своё положение женатого человека, влюбился в местную девушку, в честь которой и был построен маяк.
- Останки Сипара — недалеко от Умага, во время отлива, можно увидеть мыс 200 метров в длину и 50 метров в ширину, состоящий из груды камней — это остатки древнего форта Сипар, постройка которого датирована V веком. Сипар существовал на этом месте во времена римской империи, доказательством чего служат фундаменты вилл и домов, а также предметы обихода, монеты и старинные мозаики. Сипар был полностью разграблен и разрушен в 876 году пиратами под предводительством Домагоя. Сейчас на этом мысе неофициальный нудистский пляж.
- Вилла Тиола — настоящий рай для дайверов. Эта роскошная вилла богато украшена мозаиками и фресками, сохранившимися на стенах. Остатки 30-метрового пирса, имеющего ширину около 6 метров можно увидеть в море недалеко от виллы, а расположенные недалеко фрагменты огромной постройки, по мнению специалистов, относятся к другой вилле.

## Культура
В 2019 году мэр Умага Вили Бассанезе вместе с делегацией лично поздравил преподавателей ВГИКа со 100-летием университета. Он выразил надежду на дальнейшее сотрудничество и подчеркнул важность совместных творческих проектов для развития культурного ландшафта Умага.
Ректор университета Владимир Малышев и мэр города подписали соглашение о сотрудничестве, которое станет исходной основой для будущих совместных проектов.